# 朱慈焯
朱慈焯（1654年—1656年），明昭宗朱由榔第七子、母楊貴人。永曆八年（1654年）出生，永曆十年（1656年）去世，追封諡為澧沖王。

## 澧沖王墓志銘
左春坊左諭德兼翰林院侍讀楊在撰國子監典籍劉世煒書 
- 王諱慈焯，上第七子，楊貴人所出也。生於甲午十二月之八日，薨於丙申之二月一日。王初遘疾，上卜之不吉，雖小間，知不瘳矣。月之望，遣後軍都督掌府事綏寧潘纓、太常寺卿冷孟錐，充正副使即柩所授與封諡。冊曰：「屏干為楨，端由甲析，條枝就萎，痛苦被技，厥義攸同，斯文是在。爾皇七子慈焯，哲命自貽，慧心始茁，方期長育，潘弊用資，乃未二期，忽焉殞折。是用追封爾為澧王，諡曰沖，惟爾有知，其祗受之哉！」先是涪悼王之生以三月，沔殤王之生以九月，王之生以十月有二，及二王相繼薨，越五月而王亦即世矣。葬有日，以上幸滇中不果，駕次曲靖，有司請更日，乃擇四月辛酉，命安龍道鎮官盡葬於玉屏山之陽，蓋以二王墓相比次雲。銘曰：累而雁行，籍以庚壞，丹具勿藏，卜焉允藏。 永曆十年四月中浣之二日吉旦